# Cloreto de adipoila
Cloreto de adipoíla (ou dicloreto de adipoíla) é um composto químico, é um cloreto de di-acila, com fórmula C6H8Cl2O2.
É um perigoso produto químico que produz HCl quando reage com a água. Deve somente ser manuseado com proteção completa, em capela.
Cloreto de adipoíla pode reagir com hexametilenodiamina, outra substância tóxica, para formar um produto perfeitamente seguro, o nylon.
É solúvel em benzina, cicloexano e xileno
Forma resinas também com a glicerina.